# Lunar Atmosphere and Dust Environment Explorer
El Lunar Atmosphere and Dust Environment Explorer (LADEE) (traducido del inglés: Explorador de la atmósfera lunar y del entorno de polvo) fue una misión espacial lanzada el 7 de septiembre de 2013. Para llevar a cabo la misión la NASA la colocó en órbita alrededor de la Luna para usar los instrumentos de a bordo para estudiar la atmósfera lunar y el polvo en suspensión que se encuentre cerca de la Luna. Los instrumentos incluían un detector de polvo, un espectrómetro de masas, un espectrómetro ultravioleta y un novedoso láser para las comunicaciones con la terminal. LADEE fue anunciado durante la presentación del presupuesto anual de la NASA en febrero de 2008. Fue lanzado a bordo del cohete Minotaur V desde el Centro Espacial Regional del Atlántico Medio, en Virginia.

## Objetivos de la misión
LADEE fue una misión estratégica que busca conseguir tres objetivos científicos:
- Determinar la densidad global, composición, y variabilidad temporal de la frágil atmósfera lunar antes que sea perturbada por más actividad humana.
- Determinar si los avistamientos de los astronautas de las misiones Apolo eran nubes de sodio o formaciones de polvo.
- Documentar el nivel de impacto de polvo en el ambiente para ayudar a guiar a los ingenieros de diseños en futuras misiones lunares.

## Lanzamiento
El lanzamiento de LADEE se realizó con éxito el 7 de septiembre de 2013 a las 03:27 UTC, en las Instalaciones de Vuelo de Wallops, a bordo de un cohete Minotaur V

## Sistema de propulsión
El sistema de propulsión de LADEE consistió en un sistema de control de órbita (OCS) y un sistema de control de reacción (RCS). El OCS proporcionaría control de velocidad a lo largo del eje z para los ajustes grandes de velocidad. El RCS proporcionaba el control de los tres ejes mientras operaba el sistema OCS, además se proporcionaba un momento a la sonda mediante una rueda de control de reacción.

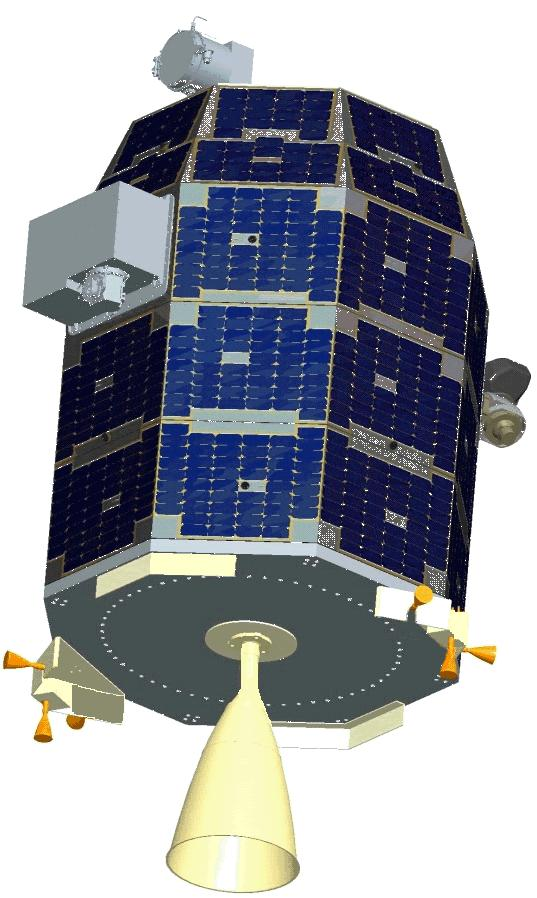
La nave espacial, concebida en 2009.

## Fin de la misión

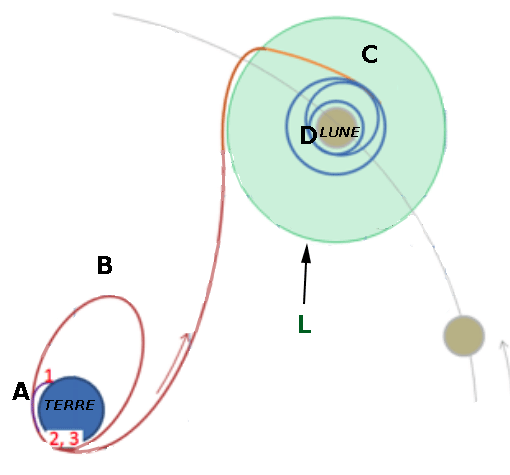
Trayectoria de la sonda espacial lunar LADEE.

Los controladores de la nave ordenaron un encendido final del motor el 11 de abril de 2014 para bajar la órbita de LADEE a menos de 2 km de la superficie de la Luna y preparar el impacto a más tardar el 21 de abril. La sonda se preparó el para el eclipse lunar del 15 de abril, durante el cual no se podría generar energía, ya que estaba en la sombra de la Tierra durante cuatro horas. Los instrumentos científicos fueron apagados durante el evento para conservar energía, y los calentadores encendidos pero mantener la caliente la nave espacial. Los ingenieros no esperaban que LADEE sobreviviera, y no fue diseñado para manejarse en un ambiente así, pero salió del eclipse con solo mal funcionamiento de algunos sensores de presión.
Durante su segunda órbita antes de la última el 17 de abril, se redujo el periapsis de LADEE a menos de 300 m de la superficie lunar.[cita requerida] El contacto con la nave se perdió en torno a la 04:30 UTC del 18 de abril cuando se movió detrás de la Luna. LADEE golpeó la superficie de la cara oculta de la Luna en algún momento entre las 04:30 a 05:22 a una velocidad de 5800 km/h; los científicos tratarán de deducir el tiempo de impacto y localización. La cara oculta de la Luna fue elegida para evitar la posibilidad de dañar lugares históricamente importantes como los lugares de alunizaje de las sondas soviéticas Luna y Apolo.[cita requerida]
Fuente parcial: